# Salem (Utah)
Salem is een plaats (city) in de Amerikaanse staat Utah, en valt bestuurlijk gezien onder Utah County.

## Demografie
Bij de volkstelling in 2000 werd het aantal inwoners vastgesteld op 4372.
In 2006 is het aantal inwoners door het United States Census Bureau geschat op 5632, een stijging van 1260 (28.8%).

## Geografie
Volgens het United States Census Bureau beslaat de plaats een oppervlakte van
13,8 km², waarvan 13,7 km² land en 0,1 km² water.

## Plaatsen in de nabije omgeving
De onderstaande figuur toont nabijgelegen plaatsen in een straal van 8 km rond Salem.